# Kolle Lejserowitz
Kolle Israel Lejserowitz, także Leisin (ur. 9 stycznia 1923 w Kopenhadze zm. 9 grudnia 1985 tamże) – duński zapaśnik walczący w stylu klasycznym. Olimpijczyk z Londynu 1948, gdzie zajął jedenaste miejsce w kategorii do 57 kg.
Mistrz Danii w: 1946, 1949, 1950, 1951; drugi w 1948; trzeci w 1957 roku.

## Letnie Igrzyska Olimpijskie 1948
| Konkurencja          | Rundy eliminacyjne   | Rundy eliminacyjne                         | Klas. końcowa |
| Konkurencja          | Przeciwnik I         | Przeciwnik II                              | Miejsce       |
| -------------------- | -------------------- | ------------------------------------------ | ------------- |
| 57 kg styl klasyczny | Mahmud Hasan (EGY) P | Reidar Merli (NOR) DQ obustronna pasywność | 11.           |